# Paraphiloscia stenosoma
Paraphiloscia stenosoma är en kräftdjursart som beskrevs av Stebbing 1900. Paraphiloscia stenosoma ingår i släktet Paraphiloscia och familjen Philosciidae. Inga underarter finns listade i Catalogue of Life.